# Annisse Nord
Annisse Nord – miasto w Danii, w regionie Stołecznym, w gminie Gribskov.